# Рімандас Стоніс
Рімандас Стоніс (лит. Rimandas Stonys; 10 липня 1953) — литовський економіст, підприємець та політик. Колишній Почесний консул України в місті Клайпеда.

## Біографія
Народився 10 липня 1953 року в Литві.
У 1976 році закінчив Вільнюський державний університет, спеціальність — економіст.
У 1976 році — старший інженер в Клайпедському міжрайонному об'єднанні литовської сільськогосподарської техніки, також працював у системі Спілки споживачів Литовської Республіки.
1987 — інструктор промислового сектору Клайпедського районного комітету Комуністичної партії Литви, 1989 — перший секретар Клайпедського комітету КП Литовської Республіки.
У 1990 році був обраний депутатом Ради Клайпедського повіту, управляючий Клайпедського повіту.
З 1992 року — президент будівельної організації Литви, яка займалася діяльністю на теренах Литви, України та Росії, — концерну «Західне будівництво».
У 1995—1998 роках — директор Промислово-фінансової корпорації західної Литви, а з 1999 року — президент.
Від 2003 року обіймає посаду президента енергетичної компанії Литви DUJOTEKANA, співпрацює із Газпромом.
З 1998 по 2000 рік — президент Клайпедської асоціації промисловців, засновник та член Ради фонду Альгірдаса Бразаускаса та член Президії підприємців та роботодавців Литви.
16 квітня 2002 року призначений Почесним консулом України в місті Клайпеда.
У 2009 році займав 9-ту позицію у рейтингу найбагатших людей Литви за версією журналу Veidas.